# Tõnu Õim
Tõnu Õim (né à Tallinn le 16 juin 1941) est un grand maître estonien du jeu d'échecs par correspondance, célèbre pour avoir été deux fois champion du monde d'échecs par correspondance ICCF : en 1983 (finale de 1977 à 1983) et en 1999 (finale de 1994 à 1999). Cet exploit a été réédité depuis par Joop van Oosterom. 